# Serra Talhada
Serra Talhada est une ville brésilienne du centre de l'État du Pernambouc.